# Европейский розарий
Европейский розарий в Зангерхаузене — самый большой розарий в мире, занимающий территорию в 12,5 га. Расположен в Зангерхаузене, Саксония-Анхальт, Германия. На 2012 год в саду произрастало около 75 000 кустов роз, представлено более 8300 различных сортов роз.

## История
На заседании Общества немецких розоводов в 1897 году Петер Ламберг из Трира предложил создать на территории Германии общий розарий. Садовник-любитель Альберт Хоффман, имевший 1100 кустов роз в собственном саду, предложил для этого территорию города Зангерхаузена. Это предложение было принято на ежегодном собрании в Готе.
В 1898 году комиссией по созданию розария на конкурсной основе был выбран план эрфуртского ландшафтного архитектора Фридриха Эриха Дёрра.
Первым садовником розария стал Рихард Фогель, приехавший из Франкфурта-на-Майне. В дальнейшем, с 1924 его года работу продолжит сын Макс Фогель.
Розарий в Зангерхаузене был торжественно открыт 3 июля 1903 года.
В 1913 году в розарии был установлен бюст германской императрицы Августы Виктории работы берлинского архитектора Кюнне. Вслед за этим императрица пожертвовала розарию 7 тыс. марок. Эта значительная сумма была использована на расширение территории розария.
Огромная роль в развитии розария принадлежит профессору Е. Гнау. Он стал основателем газеты Rosenzeitung. По инициативе розария в 1960 году издается словарь роз.
На территории розария в 12,5 га разбиты плантации роз, собранных со всего мира более чем за 100 лет. В этой коллекции роз сегодня содержится более 8300 культурных сортов. В розарии были сохранены многие редкие сорта и которые позже, на волне увлечения старинными розами, были заново широко распространены по всему миру. Европейский розарий в Зангерхаузене является живым музеем, который представляет историю развития розы, королевы цветов, от дикорастущей до современной, от Средневековья до эпохи модернизма, от чёрной до зелёной, розы мха и нефтяной розы, самой маленькой в мире розы и розы Гёте. Уникальная коллекция вьющихся роз насчитывает 75000 кустов. Секция дикой розы насчитывает примерно 300 видов редких деревьев и кустарников.
В 1993 году розарий получил название «Европейский розарий» и Зангерхаузен был официально назван Обществом немецких розоводов «Городом роз» .
На территории розария с 1935 года работает научная библиотека и ведётся серьёзная научная работа. Большой вклад в собрание научных работ по селекции розы внес доктор Гаральд фон Ратлев, основатель библиотеки.
Существует здесь и Школа розы, где ежегодно проводятся семинары по проблемам и перспективам развития Розы.
В 1983 году розарий посетили специалисты роз из Московского Ботанического сада.
Директор розария — Томас Хавель.
|                              |  |  |  |  |
| Розы из Европейского розария |  |  |  |  |